# Big River (Novo Brunswick)
Big River é uma comunidade rural localizada no Condado de Gloucester na província canadense de New Brunswick. De acordo com o censo canadense, a população no ano de 2016 era de 721 habitantes.